# Awazymyz
Авазимиз (караїм. «Наш голос») — історичний, соціально-культурний журнал караїмської громади в Польщі, виданий у Вроцлаві в Асоціації польських караїмів.

## Історія
Історія журналу бере свій початок у 1979 році, коли група польської караїмської молоді заснувала журнал Coś, який редагував Марек Фіркович у Варшаві. У 1989 році назву журналу було змінено на Авазимиз, а посаду редактора обійняла Анна Сулімович. Тоді вийшов лише один презентаційний номер журналу. Після десятирічної перерви (з вересня 1999 року) видавництво перейшло до Асоціації польських караїмів, а редакція переїхала до Вроцлава. У 1999—2003 роках журнал виходив лише в електронній версії і був доступний для представників караїмської громади в Польщі та Литві. У 2004 році його зареєстровано у Національному центрі ISSN Національної бібліотеки. Відтоді журнал виходив у повнокольоровому режимі. У 2014 році у Вроцлаві святкували 25-ту річницю існування журналу. До цього часу було вийшло друком 44 номери журналу.

## Профіль
Спочатку журнал виходив як періодичне видання (1989—2003), потім як піврічне (2004—2005), а з 2006 року — щоквартальне. Журнал висвітлює теми, пов'язані з історією, культурою, мовою та сучасністю караїмів у Польщі. Також публікується інформація про караїмські громади в Росії, Литві та Україні. Журнал також розповсюджується серед читачів за межами Польщі. Матеріали публікуються польською, караїмською та російською мовами. У 2008—2009 роках вийшло два повних номера, надрукованих російською мовою під заголовком Nasz golos (Наш голос, додаток культурно-історичного журналу) під редакцією Тетяни Машкевич з Тракая, Литва.
У 1999 році головним редактором журналу стає Маріоля Абкович. До складу редакційної колегії також увійшли: Марек Фіркович, Адам Пілецький, Ганна Пілецька, Надєжда Фіркович, Ірена Ярошинська та Костянтин Пілецький. Наразі — Маріоля Абкович, Адам Дубінський та Анна Сулімович.